# Chobenalla Aragonesista
Chobenalla Aragonesista va ser una organització juvenil aragonesa de caràcter nacionalista aragonès, independentista i socialista, lligada originalment a Chunta Aragonesista, però deslligada d'ella arran de les diferents desavinences que van sorgir en 2004 entre ambdós grups. Aquestes desavinences sempre s'havien produït, no obstant això després de l'Assemblea Nacional de Chobenalla (Jaca, 2004) on es van aprovar una sèrie de mesures que, segons la direcció nacional de Chunta Aragonesista, s'allunyaven de l'ideari del partit. Una de les més importants va ser el posicionament de Chobenalla en contra de com s'anava a realitzar l'Exposició Internacional que se celebrà a Saragossa durant l'estiu de 2008, Exposició a la que en principi Chunta Aragonesista s'havia oposat per la seva ubicació i a la qual després va donar suport una vegada va entrar en el govern de la ciutat de Saragossa en coalició amb el PSOE.
Chobenalla, com organització amb tints independentistes i amb ideologia més radical que la de Chunta Aragonesista, sempre es va oposar a l'organització d'una Exposició per part de la ciutat de Saragossa. Chunta va expulsar les seves joventuts, encara que no va eliminar l'esment a Chobenalla com a secció juvenil de CHA en els seus estatuts. En 2007 al costat d'A Enrestida, Puyalón i Estau Aragonés es va integrar en el Bloque Independentista de Cuchas. El 2008 tornaren a ésser les joventuts del partit, després d'un acord de l'Assemblea Nacional de Chunta Aragonesista celebrada a Osca.
El febrer de 2010 Chobenalla Aragonesista i Astral s'unificaren i donaren lloc a Purna, A Chovenalla Revolucionaria y Independentista, com la nova organització juvenil de caràcter independentista aragonès